# KTLA
El Canal 5 de Los Ángeles, más conocido por su indicativo KTLA, es una estación de televisión abierta estadounidense afiliada a la cadena The CW. Es propiedad de Nextar Media Group, siendo el medio comunicación más grande de esta empresa. Las oficinas de la emisora se encuentran en Hollywood, en el Sunset Bronson Studios por el Sunset Boulevard, mientras que su antena transmisora está ubicada en el Monte Wilson. 
El Canal 5 es la primera estación comercial en haber comenzado emisiones en la región occidental de Estados Unidos, tras haberse lanzado al aire el 22 de enero de 1947. Posee cobertura al nivel nacional por medio de las proveedoras satelitales DirecTV y Dish Network, las cuales la ofrecen como una superestación. Además, ciertas cableoperadoras distribuyen la señal de la emisora en algunas ciudades en la región sudoccidental del país y también en Canadá. 
Para 2015, el Canal 5 administra una emisora de radio por internet en iHeartRadio cuya programación es exclusivamente de noticias.

## Historia
KTLA dio sus inicios en el complejo de los Estudios Paramount, úbicado por la Avenida Melrose en 1947 y también fue la primera estación de televisión en el área de Los Ángeles y en California. En 1958, se tranlada a los Estudios Sunset/Bronson, úbicado en el 5800 del Bulevar Sunset en Hollywood.
KTLA fue la primera televisora en televisar el Desfile de las Rosas para el área de Los Ángeles cada primero de enero (Día de Año Nuevo) desde el año 1947, excepto si el Día de Año Nuevo cae el domingo, se realiza el Lunes 2 de enero con cobertura en vivo sin comerciales junto con el programa antesala antes del desfile con entrevistas y reportajes. 
En el año 1962, los Estudios Paramount vendió KTLA al actor y cantante, Gene Autry. En el año 1985, Gene Autry vendió KTLA a Tribune Broadcasting, y actualmente, Tribune Broadcasting vendió KTLA a NexStar Media Group. 

## Noticieros
KTLA empezó a transmitir el noticiero local KTLA 5 News at Ten a las 22:00 horas (10 PM) los siete días de la semana y actualmente, KTLA añadió el noticiero matutino KTLA Morning News, desde el año 1991, y luego el noticiero por la tarde de las 15 a las 19:30 horas (3 a 7:30 PM) de lunes a viernes y de 17 a las 19 horas (5 a 7 PM) los sábados y domingos. También, KTLA transmite KTLA Morning News edición fin de semana de 6 a 11 AM los sábados y domingos y las noticias de las 23:00 horas (11 PM) los siete días de la semana. 
KTLA recibió una estrella en el Paseo de la Fama de Hollywood en el año 2007 por ser la primera estación de televisión al oeste del Río Misisipi.

## Deportes
En deportes, KTLA fue la casa televisora de los equipos de las Grandes Ligas de Beisbol (MLB) Los Angeles Angels entre 1964 y 1995 y Los Angeles Dodgers entre 1993 y 2001, equipos de la Asociación Naciónal de Baloncesto (NBA) Los Angeles Lakers entre 1960 y 1977 y Los Angeles Clippers entre 1984 y 1992 y luego entre 2004 y 2009. KTLA cubre el Maraton de Los Ángeles desde el año 2010.
KTLA fue la afiliada de la WB Television Network entre 1995 y 2006, y actualmente es afiliada de The CW Television network desde 2006.